# Историја Византије (Георгије Острогорски)
Историја Византије је најпознатије историографско дело професора Георгија Острогорског које представља синтезу историје Византијског царства од почетка зидања Цариграда (Византиона) 324. године, па све до његовог пада 1453. Оно заузима централно место у његовом научном опусу.

## Објављивање дела
Прво издање овог дела објављено је 1940. године на немачком језику под називом Geschichte des byzantinischen Staates, у серији Handbuch der Altertumswissenschaft (Приручник за класичне студије), у Минхену. Планирано је да дело исте године буде преведено на српскохрватски језик, али је рат то спречио. Прво српскохрватско издање објавила је издавачка кућа Просвета 1947. године, али без употребе критичког апарата. Године 1952. изашло је друго допуњено и знатно прерађено немачко издање. Од тада су изашли превод на француски (1956) и два енглеска (1956. и 1957). Своје прво потпуно издање на српскохрватском језику објавила је Српска књижевна задруга 1959. године. Острогорски се припремао за четврто немачко издање у које је планирао да укључи најновија истраживања византологије, али га је тешка болест омела у томе. До данас је књига преведена на мноштво језика: руски, италијански, пољски, грчки, албански, па чак и на „егзотичне“ попут јапанског, корејског и кинеског.

## Критике
Историја Византије је једногласно оцењена као најбољи приручник византијске историје те је изазвало велико интересовање у међународној историографији. Оно и дан-данас представља обавезну литературу на сваком одељењу за историју универзитета у Србији. Историчари данашњице ово дело оцењују као помало застарело, али се и даље слажу да је дело уџбеник којем ће се људи увек радо враћати, па чак и они који нису стручњаци за историју. Професор Радивој Радић је у својој књизи Срби пре Адама и после њега укратко изнео своје мишљење о овој синтези; он пише:
| „ | Његов приручник Историја Византије и данас се сматра најбољим на свету, упркос чињеници да је написан пре више од шездесет година и да су се у међувремену појавили и новији и обимнији приручници. (…) У својој Историји Византије Г. Острогорски је на пет стотина страница приказао хиљаду и сто година византијске историје. (…) Реч је о приручнику, о језгровитом прегледу византијске историје. | ” |

## Подела по поглављима
Подела по поглављима је извршена према Просветином фототипском издању из 1969:
1. Основне црте развитка Рановизантиског царства (324–610)
2. Борба за опстанак и препород византиске државе (610–711)
3. Доба иконокластичке кризе (711–843)
4. Доба цветања Византиског царства (843–1025)
5. Владавина цивилног племства (1025–1081)
6. Владавина војног племства (1081–1204)
7. Латинска владавина и рестаурација Византиског царства (1204–1282)
8. Опадање и пропаст византиског царства (1282–1453).